# 1994-es macedóniai földrengés
Az 1994-es macedóniai földrengés főrengése 5,2-es magnitúdóval 1994. szeptember elsején délután 16 óra 12 perckor rázta meg Macedónia délnyugati vidékét és Görögország északi részét, Bulgária nyugati részét, valamint Albánia keleti részét. Fészke 15 kilométeres mélységben, Bitola városától nyugatra volt, Szkopjétől, mintegy 37 kilométernyire, délre. Az egyetlen észlelt előrengés aznap 16 óra 2 perckor pattant ki, erőssége 3,5-es magnitúdójú volt. A főrengést további utórengések követték, melyek egészen 1996. június 18-áig tartottak. A rengésben mintegy 10 ember sérült meg, valamint az épületek tetejében és főleg néhány régebbi épületben keletkeztek károk. Kavadarciban szintén épületek sérültek meg a földrengés következtében. A szomszédos országokban bár érezték a rengés hatását, ám sem károkról, sem sérülésekről nem érkeztek hírek. 

## Szeizmológiai adatok
Az 1994-es földrengésraj epicentrumai Macedónia délnyugati részén, Bitola városától nyugatra alakultak ki. A főrengésre Szkopjétől 37 kilométernyire délre került sor. A felszínen az a törésvonal, amely mentén a rengések kipattantak, nem látható. 
A főrengés 1994. szeptember elsején délután 16 óra 12 perckor pattant ki. A sekély fészkű rengés hipocentruma 15 kilométeres mélységben alakult ki. A felszíni epicentrum az északi szélesség 41,12° és a keleti hosszúság 21,25° fokánál, a Pelagonia völgy közelében  alakult ki, ahol 5,2-es erősségű magnitúdójú lokális földrengés-erősséget észleltek. A későbbiekben mért földrengések erőssége a 2,5-ös és az 5,0-ás maggnitúdó között váltakozott. Az utórengések egészen 1996. június 18-áig jelentkeztek. A rengések a Bitola–Reszen–Dolenci háromszögön belül keletkeztek, mintegy 20 kilométer átmérőjű sugarú körön belül. A főrengést perceken belül további 4 erős utórengés követte. 